# 伯茲蘭丁 (加利福尼亞州)
伯茲維爾（英語：Birds Landing）是位於美國加利福尼亞州索拉諾縣的一個非建制地區。該地的面積和人口皆未知。

## 地理
伯茲維爾的座標為38°07′58″N 121°52′15″W / 38.13278°N 121.87083°W，而該地的平均海拔高度為16米（即52英尺）。